# Sitt al-Qusur
Sitt al-Qusur (Arabiska: ست القصور, 'Palatsens dam'), död 1161, var en fatimidisk prinsessa. Hon var dotter till kalifen al-Hafiz, syster till kalif al-Zafir, och faster till kaliferna al-Faiz och al-Adid. Hon var tillsammans med sina systrar medlemmar av en grupp prinsessor som utövade stort inflytande över politiken åren 1149–1161 som motpart till de mäktiga vesirerna. 

## Biografi
Sitt al-Qusur var dotter till kalifen Al-Hafiz som regerade 1132–1149. Det är oklart vem som var hennes mor, men hennes far hade åtminstone två hustrur, Jiha Rayhan och jaryasångerskan och lutspelaren Jiha Bayyan, samt den slavkonkubin, Sitt al-Wafa/Sitt al-Mana, som blev mor till tronarvingen.
Sitt al-Qusur bar titeln al-Sayyida al-Sharifa. De fatimidiska prinsessorna tycks sällan ha gift sig, då deras äktenskap var potentiellt politisk känsliga, utan levt sina liv isolerade i fatimidernas harem uppassade av talrika slavar. Prinsessorna hade ofta tillgång till stora privatförmögenheter och kunde inifrån haremet ägna sig åt att finansiera olika projekt och göra investeringar: det är känt att Sitt al-Qusur gav ett bidrag på 500 dinarer åt den berömda diktaren Umara, sedan han hade framträtt vid hovet för kalifen (ett framträdande hon möjligen bevittnade från bakom en skärm).
Den fatimidiska dynastin var dock också känd för det politiska inflytande prinsessorna utövade från det kungliga haremet. Bland föregångarna fanns en till namnet okänd syster till kalif al-Mustansir, som 1085 sände ett officiellt politiskt brev till drottning av Arwa av Jemen för att försäkra henne om hur nöjd hennes bror kalifen var med Arwa; dottern till kalif al-Zahir, som 1087 uttryckte sitt stöd för drottning Arwa; och ett brev från modern till kalif al-Musta‘li 1096, som rättfärdigade hennes sons rätt till tronen inför drottning av Jemen. År 1122 sammankallades flera prinsessor för att vittna (bakom en gardin) inför vesir al-Ma’mun för att lösa den långdragna tronföljdskrisen, och systern till tronkrävaren prins Nizar vittnade om att deras far i själva verket hade testamenterat tronen till deras svåger al-Musta‘li, ett budskap han gav deras faster: dessa kvinnliga vittnesmål accepterades och följdes trots att det på grund av hennes kön inte var laglig muslimsk lagstiftning. Sitt al-Qusur var del av en grupp bestående av minst tre prinsessor, som tillsammans ingrep i politiken vid flera tillfällen under dynastins sista tid.

### al-Zafirs regering
Sitt al-Qusurs bror al-Zafir blev kalif år 1149. al-Zafir dominerades av vesiren Ibn Massal, och lät en av sina systrar sköta sina affärer. I december utsågs guvernör Ibn al-Salar till ny vesir efter en kupp, då denna tillsammans med sin svärson Abbas al-Sinhaji hade tågat till Kairo med trupper och utsetts till vesir efter förhandlingar mellan honom och "den prinsessa som skötte hans [kalifens] affärer". I mars 1153 avsattes Ibn al-Salar av Abbas ibn Abi al-Futuh, som efterträdde honom som vesir. I april 1154 mördades hennes bror kalifen av vesir Abbas ibn Abi al-Futuh och dennas son Nasr al-Din. Hennes brorson Al-Faiz installerades som kalif vid fem års ålder. Abbas lät avrätta två av hennes bröder som han gav skulden för mordet.

### al-Faiz regering
De fatimidiska prinsessorna, bland dem Sitt al-Qusur, sökte nu hjälp för att avsätta vesiren Abbas från makten och hämnas mordet på sin bror. Prinsessorne leddes av den äldsta systern och fastern till kalifen, känd som "Sayyida" (vilket egentligen bara var en titel som betydde "dam"). De kontaktade den fatimidiska guvernören i Asyut/Ashmunin, Tala'i ibn Ruzzik eller al-Salih b. Ruzayq, och bad honom att hjälpa dem att avsätta Abbas, och sände honom också slingor av sitt hår som ett tecken på sin allvarliga begäran. Ibn Ruzzik beföll deras begäran och marscherade mot Kairo i spetsen för en armé, med prinsessornas hår hängande från sin fana som tecken på legitimitet. Abbas och Nasr besegrades och flydde till Syrien. Den äldsta prinsessan utfäste en belöning på 60 000 dinarer för deras tillfångatagande, och tog kontakt med korsriddarna i Askalon för att få dem gripna. Korsfararna lät sända dem tillbaka till Kairo. Då de återvände till Egypten lät prinsessorna avrätta dem. Ibn Ruzzik utnämndes nu med prinsessornas stöd till ny vesir som fick den formella politiska makten under kalifens minderårighet, medan Sitt al-Qusur fick vårdnaden om kalifen och hans uppfostran. Amara Al-Yamani beskrev henne som "av god karaktär och generositet" och angelägen om att hålla sig insatt i styrelseärenden och politiska affärer.

### al-Adids regering
I juli 1160 avled den tolvåriga kalifen al-Fa'iz under ett epileptiskt anfall. Vesiren Ibn Ruzzik utsåg i samarbete med prinsessorna den yngsta av alla fatimidiska prinsar till efterträdare: den avlidna kalifens kusin prins al-Adid, som var elva år gammal och son till en av de prinsar som hade avrättats av vesiren Abbas 1154. Vesiren kunde därmed fortsätta behålla makten som förmyndarregent. Följande år gifte vesiren bort kalifen med sin dotter.
Prinsessorna motsatte sig att vesiren gift bort kalifen med sin dotter. Den äldsta prinsessan lät dela ut 50 000 dinarer bland palatsgardet för att iscensätta ett attentat på vesiren, men al-Salih upptäckte komplotten innan den kunde utföras. Han lät gripa den äldsta prinsessan och döda henne. Sitt al-Qusur blev nu ledare för prinsessornas parti, och lade ut en ny plan för att fullfölja sin äldre systers vilja och mörda vesiren. I september 1161 lät hon iscensätta ett kuppförsök i samarbete med de svarta slavsoldaternas anförare i ett attentat mot Ibn Ruzzik och hans son Ruzzik ibn Tala'i i korridoren utanför kalifens audienssal. Al-Salih sårades, och avled av sina skador. Sitt al-Qusur sände ett meddelande till hans son Ruzzik ibn Tala'i och informerade honom om att hans far hade mördats av sin fiende Shawar, guvernören av Qus. Det förekommer skilda versioner av vad som hände sedan. Ibn al-Athir uppger att pojk-kalifen, som var rädd för att Ruzzik ibn Tala'i skulle lägga skulden för mordet på honom, lät gripa sin faster och överlämna henne till den döende Al-Salih, som lät strypa henne; medan al-Maqrizi uppger att Ruzzik ibn Tala'i lät hämta Sitt al-Qusur från det kungliga haremet och döda henne genom att strypa henne med hennes egen slöja.